# European Thyroid Association
Die European Thyroid Association ist eine Fachgesellschaft, die sich der Förderung der Schilddrüsenforschung verschrieben hat.
Die Gesellschaft, die im Jahre 1965 gegründet wurde, ist operativ tätig durch regelmäßige Tagungen, Wissenschaftspreise, Publikationen, Erstellung von Leitlinien und Vernetzung.
Nach eigenen Angaben hat die Gesellschaft über 600 Mitglieder. Sie unterhält mehrere Arbeitsgruppen, u. a. die EUGOGO Group (European Group on Graves’ Ophthalmopathy, ein Netzwerk zur endokrinen Orbitopathie) und das European Thyroid Association – Cancer Research Network (ETA-CRN-Forum).

## Tagungen und Kongresse
Mit Ausnahme der Jahre, in denen der International Thyroid Congress stattfindet, veranstaltet die European Thyroid Association jährlich den European Thyroid Congress (ETC), der in wechselnden Orten Europas ausgerichtet wird. Darüber hinaus gibt es regelmäßige Treffen und Kurse der Arbeitsgruppen.

## Förderung der Wissenschaft
Die Gesellschaft vergibt jährlich drei Wissenschaftspreise für Grundlagenforschung, klinische und translationale Forschung. Außerdem fördert die ETA gezielt klinische Studien.

## Publikationen
Seit 2012 gibt die European Thyroid Association das European Thyroid Journal (ETJ) heraus, das im Schweizer Karger-Verlag verlegt wird.